# Danh sách loài của chi Dền
Dưới đây là các loài thuộc chi Dền (Amaranthus), được Plants of the World Online công nhận. Một số loài thuộc chi này được xem là cây trồng chưa sử dụng và khai thác đúng tiềm năng.
- Amaranthus acanthobracteatus Henrard
- Amaranthus acanthochiton J.D.Sauer
- Amaranthus acutilobus Uline & W.L.Bray
- Amaranthus × adulterinus Thell.
- Amaranthus albus L.
- Amaranthus anderssonii J.T.Howell
- Amaranthus arenicola I.M.Johnst.
- Amaranthus asplundii Thell.
- Amaranthus atropurpureus Roxb.
- Amaranthus aureus F.Dietr.
- Amaranthus australis (A.Gray) J.D.Sauer
- Amaranthus bahiensis Mart.
- Amaranthus bengalense Saubhik Das & Iamonico
- Amaranthus blitoides S.Watson
- Amaranthus blitum L.
- Amaranthus brandegeei Standl.
- Amaranthus brownii Christoph. & Caum
- Amaranthus × budensis Priszter
- Amaranthus × cacciatoi (Aellen ex Cacciato) Iamonico
- Amaranthus californicus (Moq.) S.Watson
- Amaranthus cannabinus (L.) J.D.Sauer
- Amaranthus capensis Thell.
- Amaranthus cardenasianus Hunz.
- Amaranthus × caturus B.Heyne ex Hook.f.
- Amaranthus caudatus L.
- Amaranthus celosioides Kunth
- Amaranthus centralis J.Palmer & Mowatt
- Amaranthus clementii Domin
- Amaranthus cochleitepalus Domin
- Amaranthus commutatus A.Kern.
- Amaranthus congestus C.C.Towns.
- Amaranthus crassipes Schltdl.
- Amaranthus crispus (Lesp. & Thévenau) A.Braun ex J.M.Coult. & S.Watson
- Amaranthus cruentus L.
- Amaranthus cuspidifolius Domin
- Amaranthus deflexus L.
- Amaranthus dinteri Schinz
- Amaranthus fimbriatus (Torr.) Benth.
- Amaranthus floridanus (S.Watson) J.D.Sauer
- Amaranthus furcatus J.T.Howell
- Amaranthus graecizans L.
- Amaranthus grandiflorus (J.M.Black) J.M.Black
- Amaranthus greggii S.Watson
- Amaranthus hunzikeri N.Bayón
- Amaranthus hybridus L.
- Amaranthus hypochondriacus L.
- Amaranthus induratus C.A.Gardner ex J.Palmer & Mowatt
- Amaranthus interruptus R.Br.
- Amaranthus × jansen-wachterianus Thell.
- Amaranthus kloosianus Hunz.
- Amaranthus lepturus S.F.Blake
- Amaranthus lombardoi Hunz.
- Amaranthus looseri Suess.
- Amaranthus macrocarpus Benth.
- Amaranthus minimus Standl.
- Amaranthus mitchellii Benth.
- Amaranthus muricatus (Gillies ex Moq.) Hieron.
- Amaranthus neei D.B.Pratt, Sánch.Pino & Flores Olv.
- Amaranthus obcordatus (A.Gray) Standl.
- Amaranthus palmeri S.Watson
- Amaranthus paraganensis Saubhik Das
- Amaranthus pedersenianus N.Bayón & C.Peláez
- Amaranthus persimilis Hunz.
- Amaranthus peruvianus (Schauer) Standl.
- Amaranthus polygonoides L.
- Amaranthus powellii S.Watson
- Amaranthus praetermissus Brenan
- Amaranthus pumilus Raf.
- Amaranthus × pyxidatus (Contré) Iamonico
- Amaranthus rajasekharii Sindu Arya, V.S.A.Kumar, W.K.Vishnu & Iamonico
- Amaranthus × ralletii Contré
- Amaranthus retroflexus L.
- Amaranthus rhombeus R.Br.
- Amaranthus rosengurttii Hunz.
- Amaranthus saradhiana Sindu Arya, V.S.A.Kumar, W.K.Vishnu & Rajesh Kumar
- Amaranthus scariosus Benth.
- Amaranthus schinzianus Thell.
- Amaranthus scleranthoides (Andersson) Andersson
- Amaranthus scleropoides Uline & W.L.Bray
- Amaranthus sonoriensis Iamonico & El Mokni
- Amaranthus × soproniensis Priszter & Kárpáti
- Amaranthus sparganicephalus Thell.
- Amaranthus spinosus L.
- Amaranthus squamulatus (Andersson) B.L.Rob.
- Amaranthus standleyanus Parodi ex Covas
- Amaranthus × tamariscinus Nutt.
- Amaranthus tamaulipensis Henrickson
- Amaranthus × texensis Henrickson
- Amaranthus thunbergii Moq.
- Amaranthus torreyi (A.Gray) Benth. ex S.Watson
- Amaranthus tortuosus Hornem.
- Amaranthus tricolor L.
- Amaranthus tuberculatus (Moq.) J.D.Sauer
- Amaranthus tucsonensis Henrickson
- Amaranthus tunetanus Iamonico & El Mokni
- Amaranthus undulatus R.Br.
- Amaranthus urceolatus Benth.
- Amaranthus viridis L.
- Amaranthus viscidulus Greene
- Amaranthus vulgatissimus Speg.
- Amaranthus watsonii Standl.
- Amaranthus wrightii S.Watson